# Лергешень
Лергешень, Лергешені (рум. Lărgășeni) — село у повіті Вранча в Румунії. Входить до складу комуни Корбіца.
Село розташоване на відстані 215 км на північний схід від Бухареста, 54 км на північ від Фокшан, 110 км на південь від Ясс, 102 км на північний захід від Галаца, 143 км на північний схід від Брашова.

## Населення
За даними перепису населення 2002 року у селі проживали 177 осіб, усі — румуни. Усі жителі села рідною мовою назвали румунську.